# Otto Trippel
Otto Trippel (* 7. Dezember 1891 in Aach, Hegau; † 7. Oktober 1954 in Karlsruhe) war ein deutscher Kameramann, Regisseur, Filmeditor, Drehbuchautor und Filmproduzent.

## Werk
Trippel schuf mit seiner „Otto Trippel Kulturfilm-Produktion“ zahlreiche Filme. Für die Wien-Film schuf er die Filme Abend am See und Blüten und Früchte.